# 郷照寺

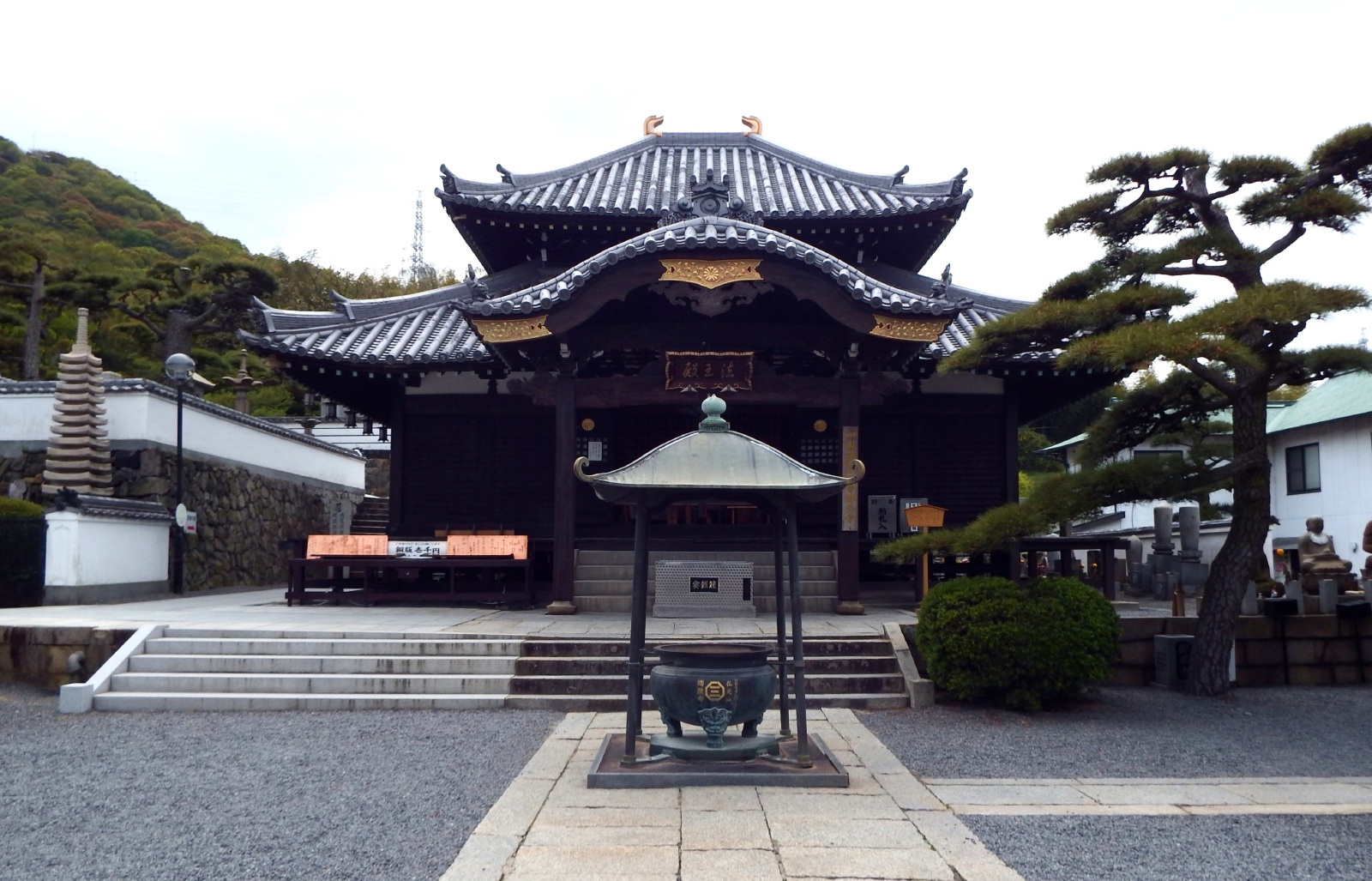
本堂

郷照寺（ごうしょうじ）は、香川県宇多津町にある時宗と真言宗の寺院。仏光山（ぶっこうざん）、広徳院（こうとくいん）と号す。本尊は阿弥陀如来。四国八十八箇所第七十八番札所。
- 本尊真言：おん あみりた ていぜい からうん
- ご詠歌：踊りはね念仏申す道場寺（どうじょうじ）　拍子（ひょうし）をそろえ鉦（かね）を打つなり

## 歴史
寺伝によれば、行基が神亀2年(725年)に一尺八寸（55 cmという説も）の阿弥陀如来を本尊として道場寺の名で開基した。大同2年(807年)に空海（弘法大師）が伽藍を整備した。その時に厄除の誓願を修し大師像を納め、それが「厄除うたづ大師」として信仰されていると云われている。仁寿年間（851年 – 854年）には理源大師が阿弥陀三昧の行を修した。寛和年間（985年 – 987年）には恵信僧都が釈迦如来の絵図を納め釈迦堂を建立した。正応元年（1288年）には一遍上人が遊行の折に3か月逗留し踊り念仏の道場を開いた。その後も栄えたが天正の兵火（1576年 – 1585年）で堂宇を焼失するも寛文4年（1664年）高松藩主松平頼重により再興、その時の住持と徳川家の関係により、時宗に属し郷照寺と改称した。しかし、『四国遍礼名所図会』（1800年刊）にも1826年の納経帳にも道場寺となっている。
四国八十八箇所では珍しい異なる時宗と真言宗の2つの宗派が共存する寺になっている。

## 伽藍
- 山門
- 本堂：向かって右脇陣に一遍上人像がある。
- 大師堂：多くの信徒が厄除祈願をする。
- 万体観音堂：大師堂の左前から洞窟に降りるとおびただしい数の観音像がある。
- 庚申堂：本尊・青面金剛
- 粟島明神堂
- 常盤明神祠
- 大吉地蔵：元は本堂前に鎮座していた
- ぽっくり地蔵：下の画像の向かって左から二番目の石像で、讃岐三大ぽっくり地蔵。他は高松市鬼無の安楽院と高瀬町の地蔵寺のもの。
- 庭園：本坊の裏に池を配した庭園を自由に望める。
- 鐘楼：高台に境内があるため瀬戸大橋方面の展望がいい。
- 不動明王堂（御祓所）：2024年建立。不動明王坐像、両脇には弘法大師像と不動明王立像。

山門をくぐり、左側の石段を上がると駐車スペースになっていて左側にある鐘楼と手水舎の前の数段の石段を上がると左に納経所、右向こうに本堂がある。本堂左の通路を通り石段を上がると正面に大師堂がある。
- 宿坊：なし
- 駐車場：普通車用が無料で境内にあり、大型は少し離れた所にある。

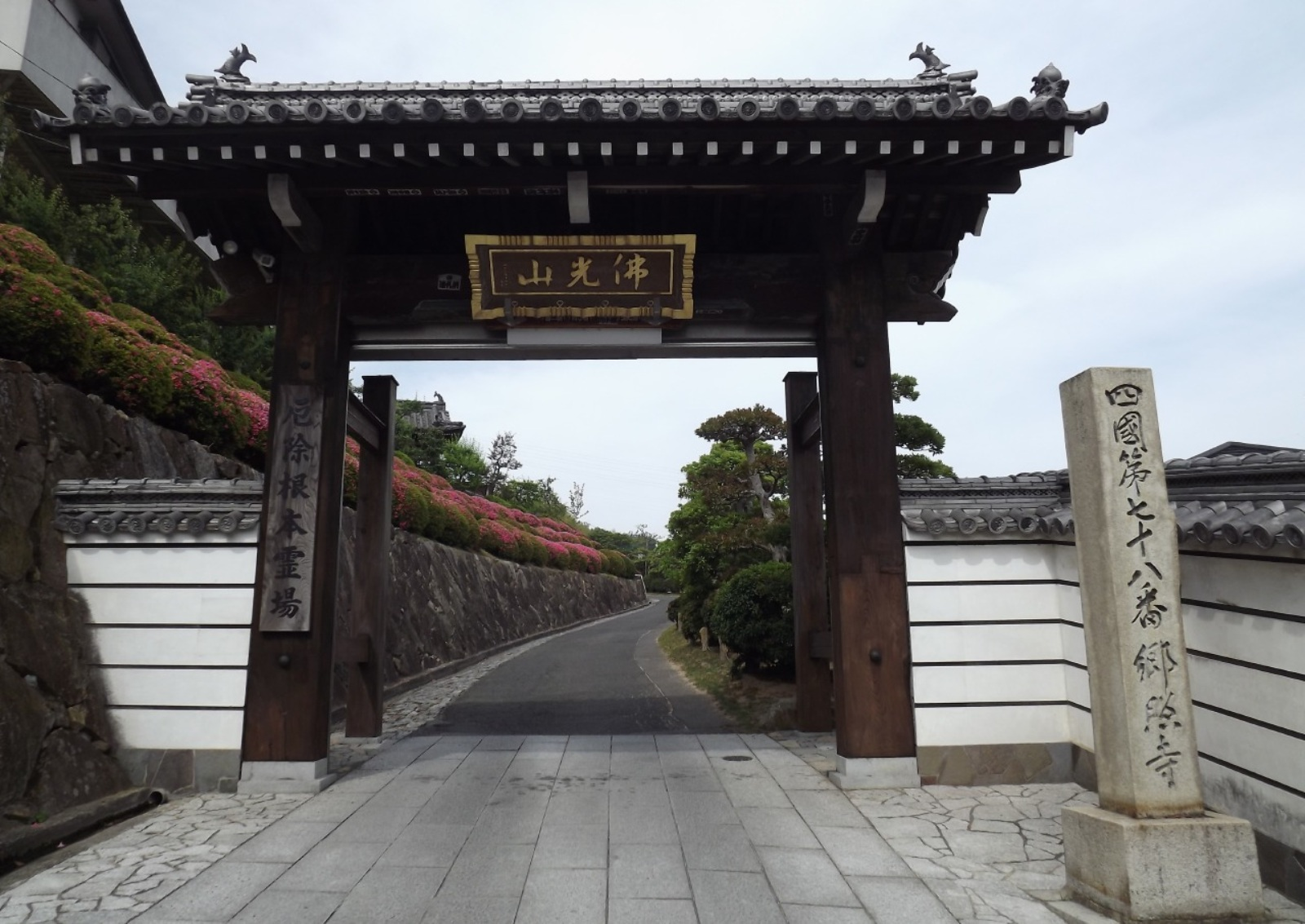
山門
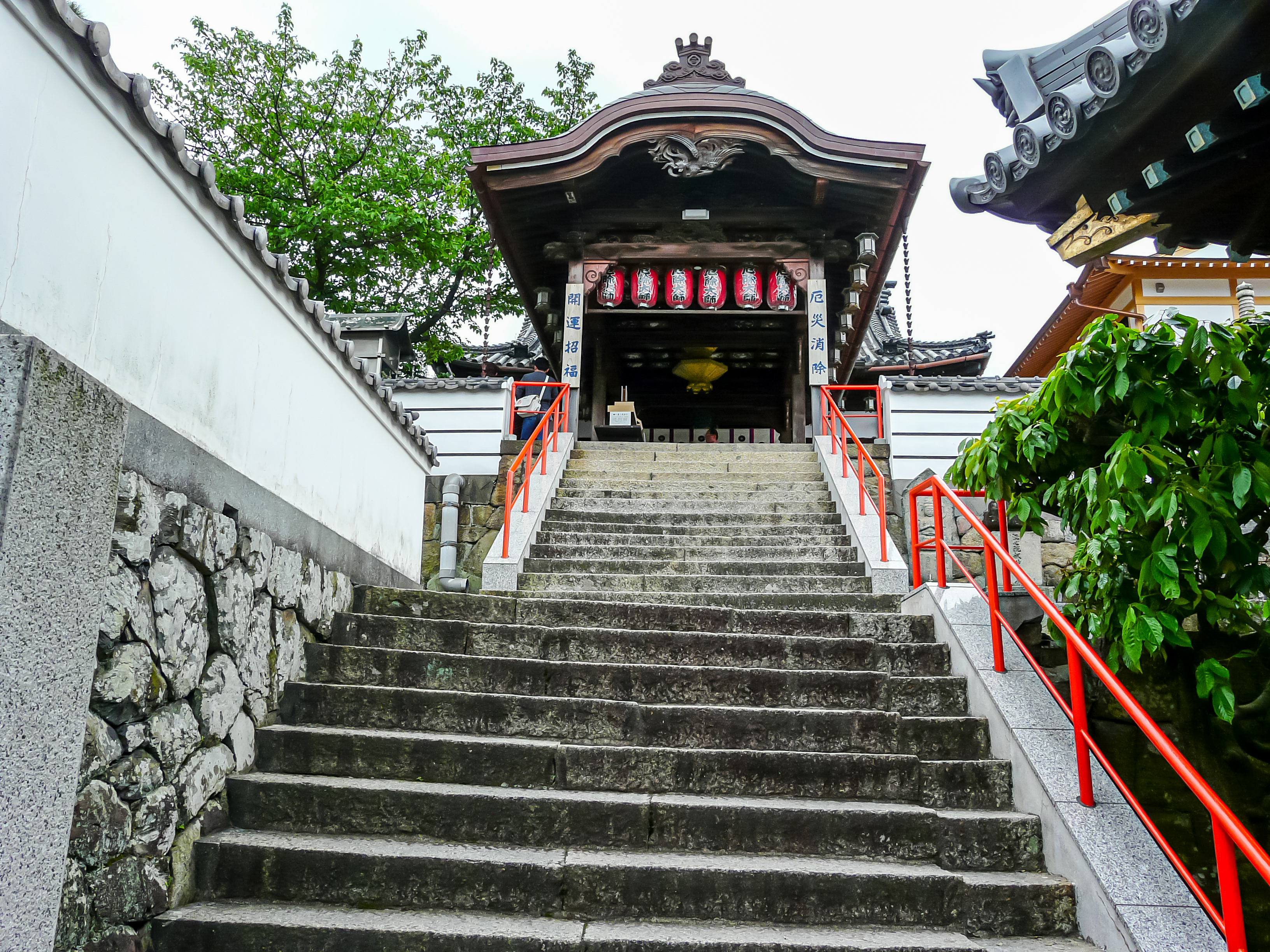
大師堂への石段
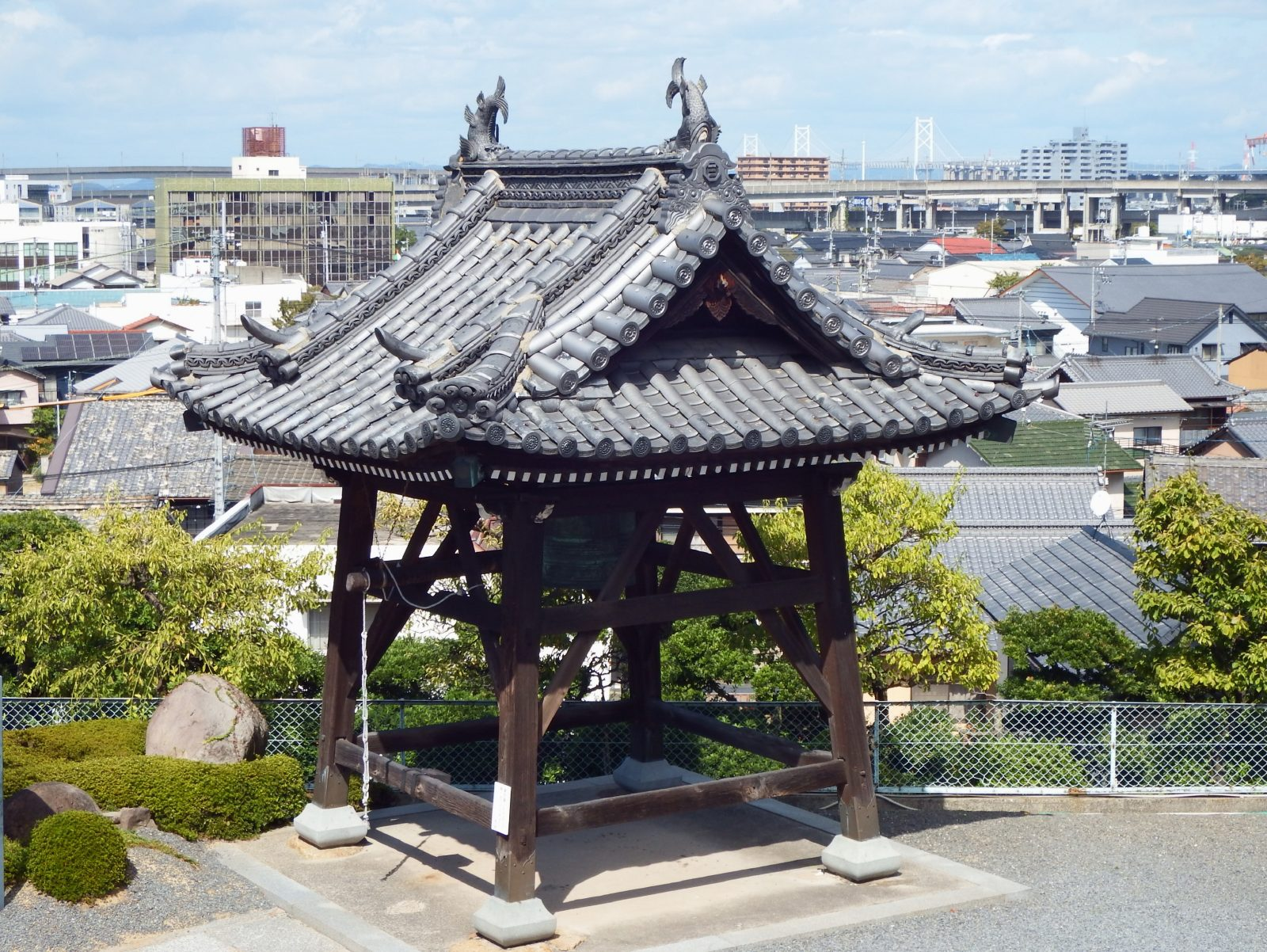
鐘楼からの展望
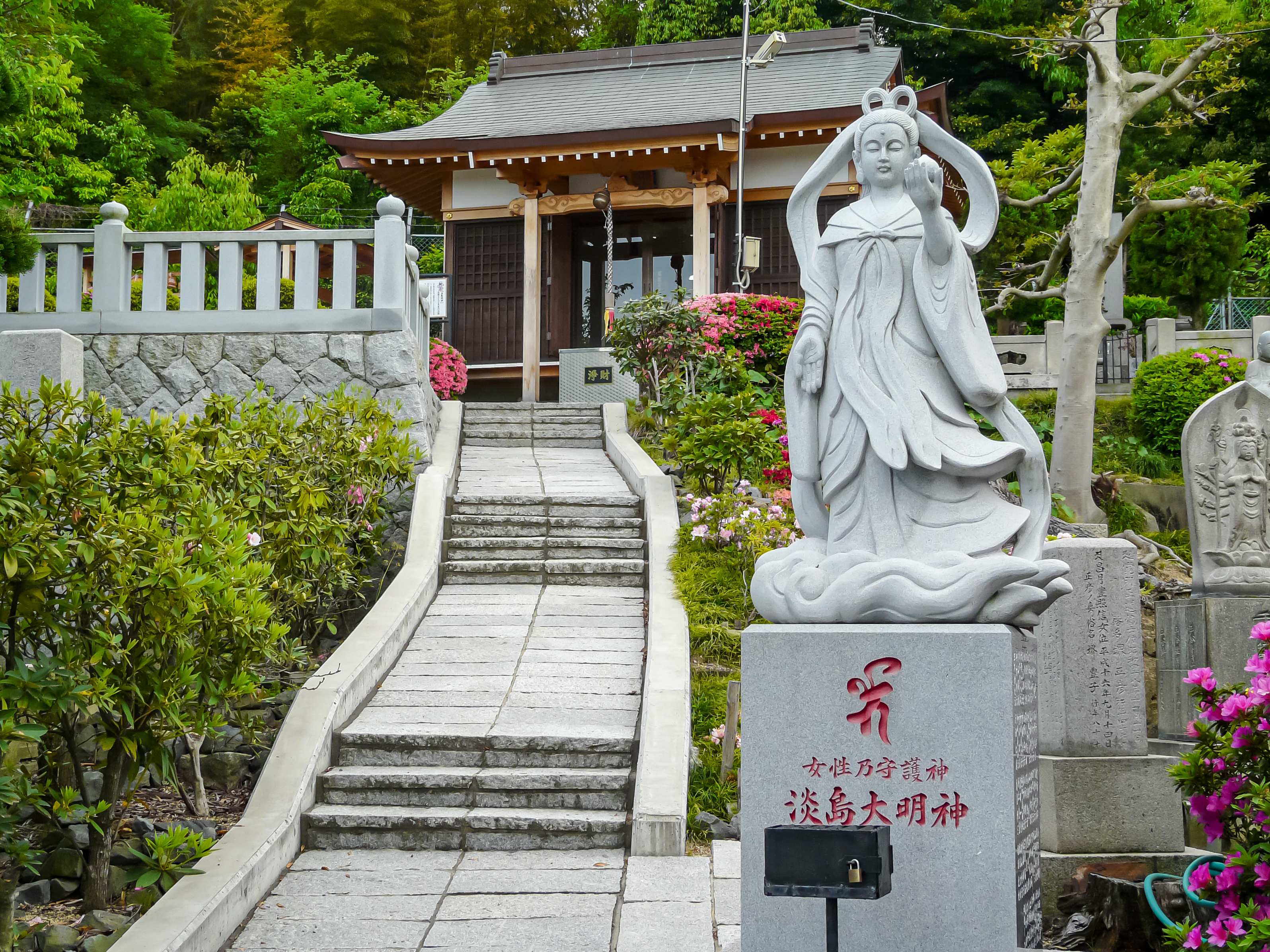
右に淡島大明神石像、奥に淡島明神堂
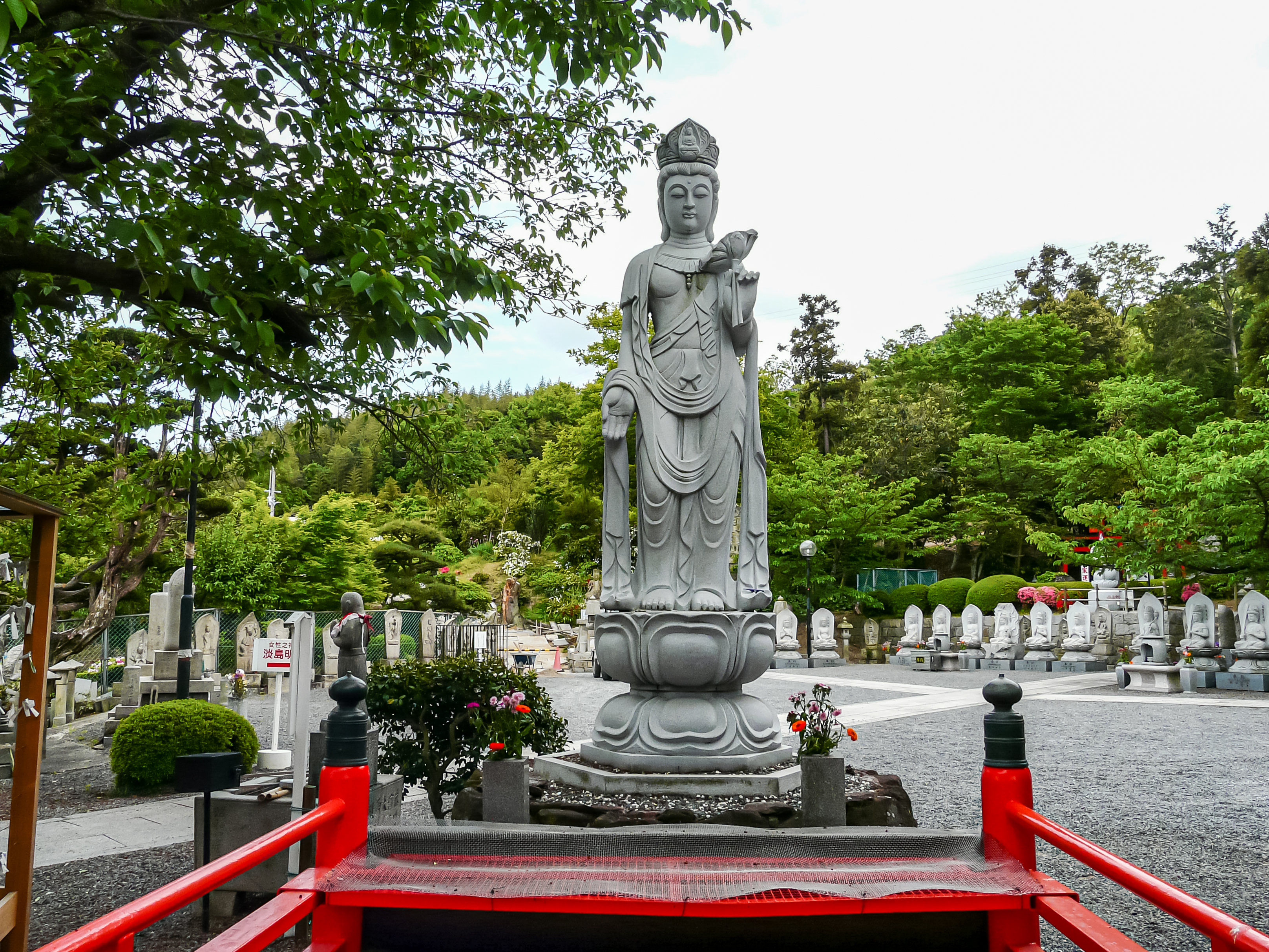
万体観音堂入口で地下に下りて行く
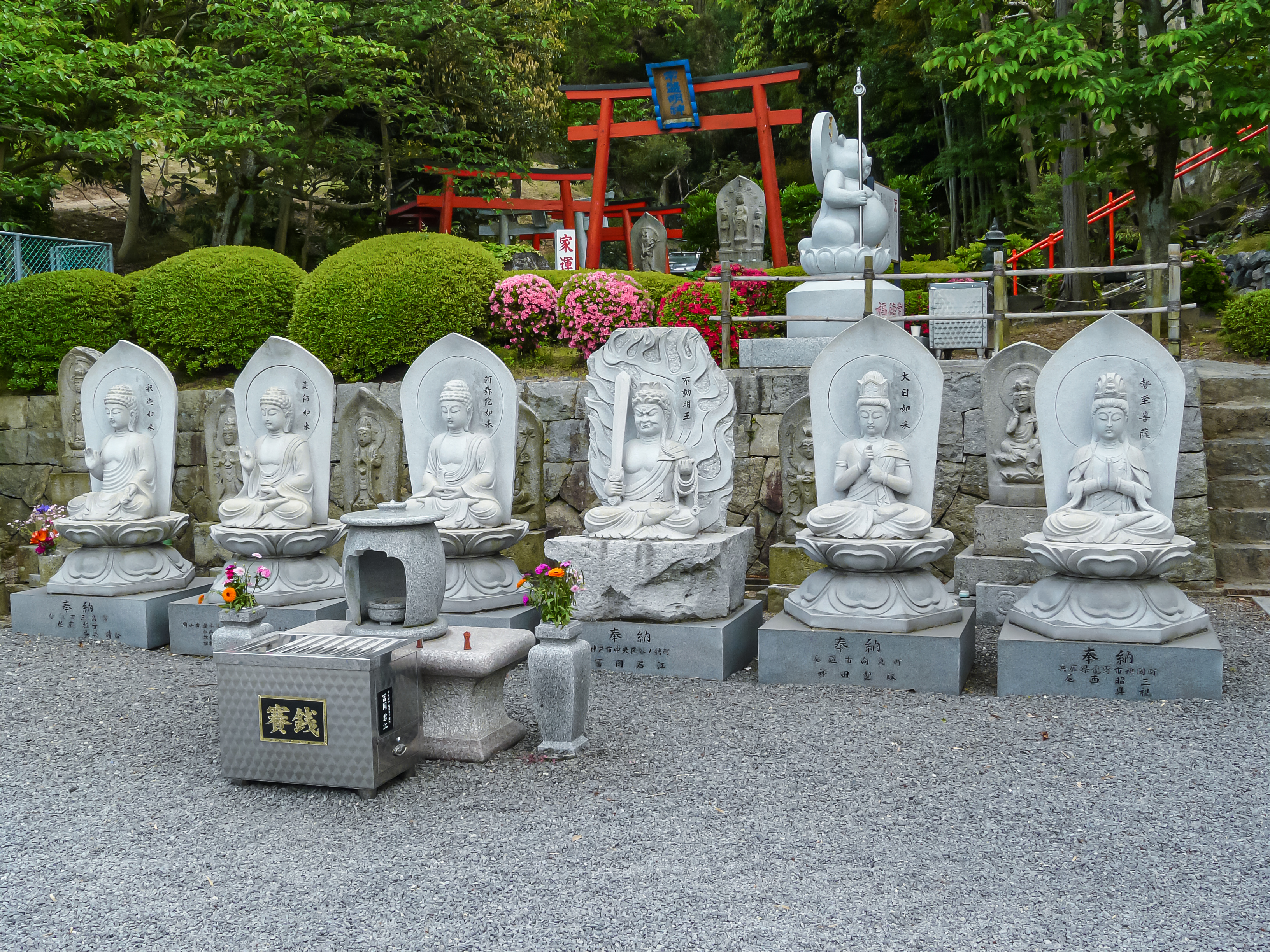
石仏群）十三仏、後ろに善光寺如来と西国三十三所観音像、福徳常盤明神
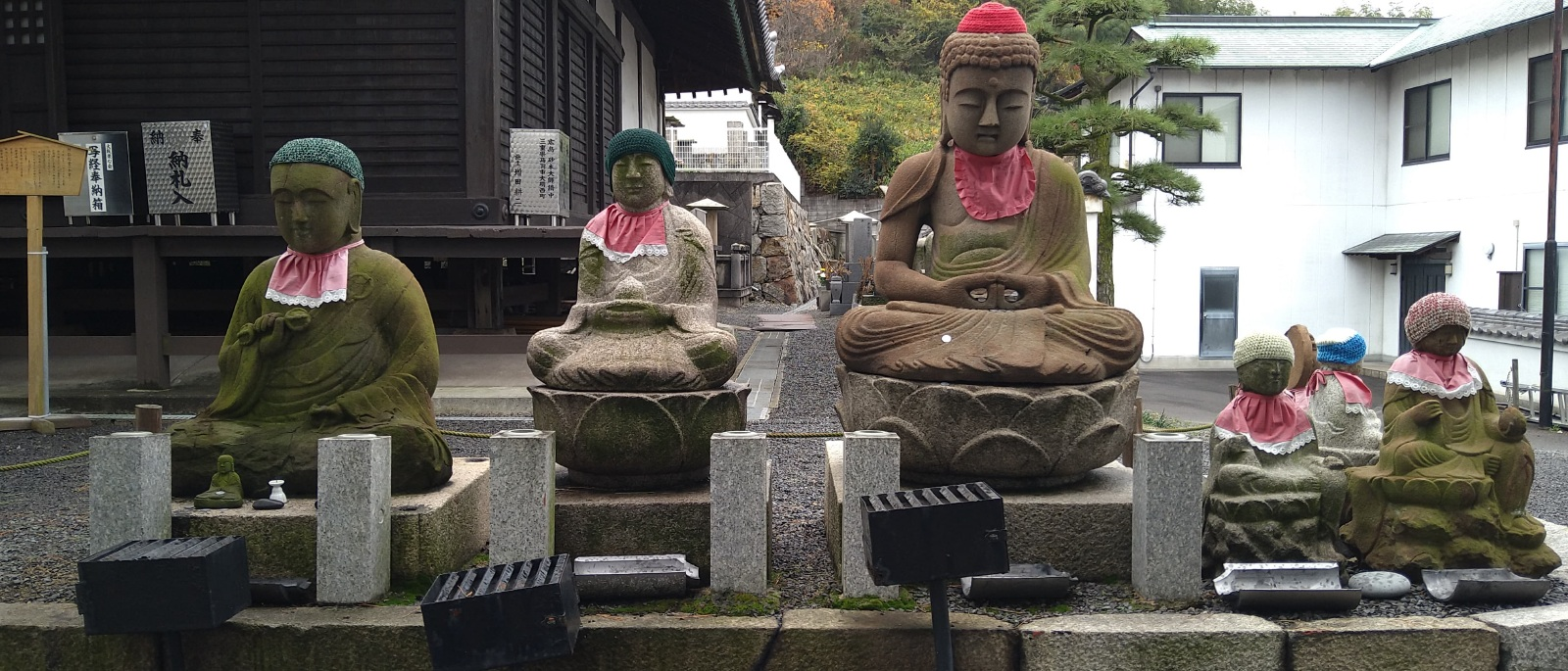
ぽっくり地蔵（中央）
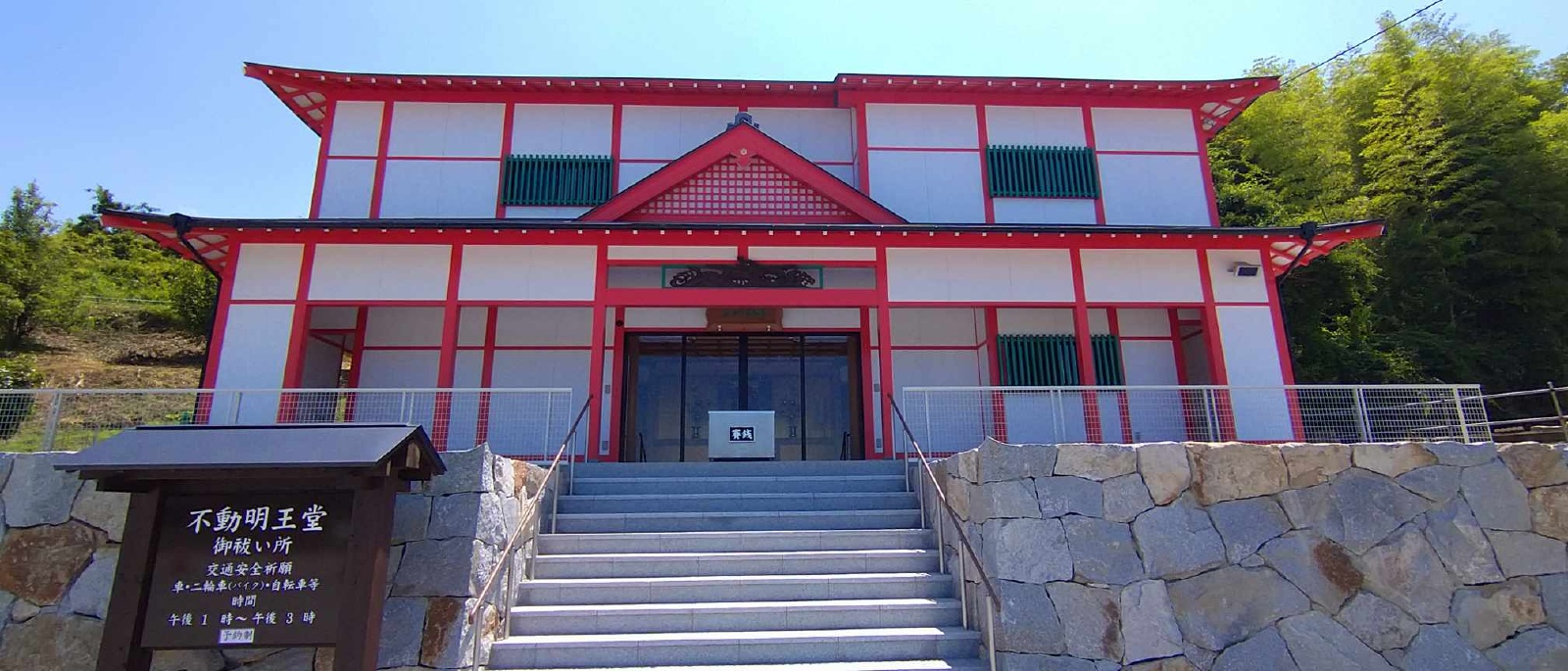
不動明王堂
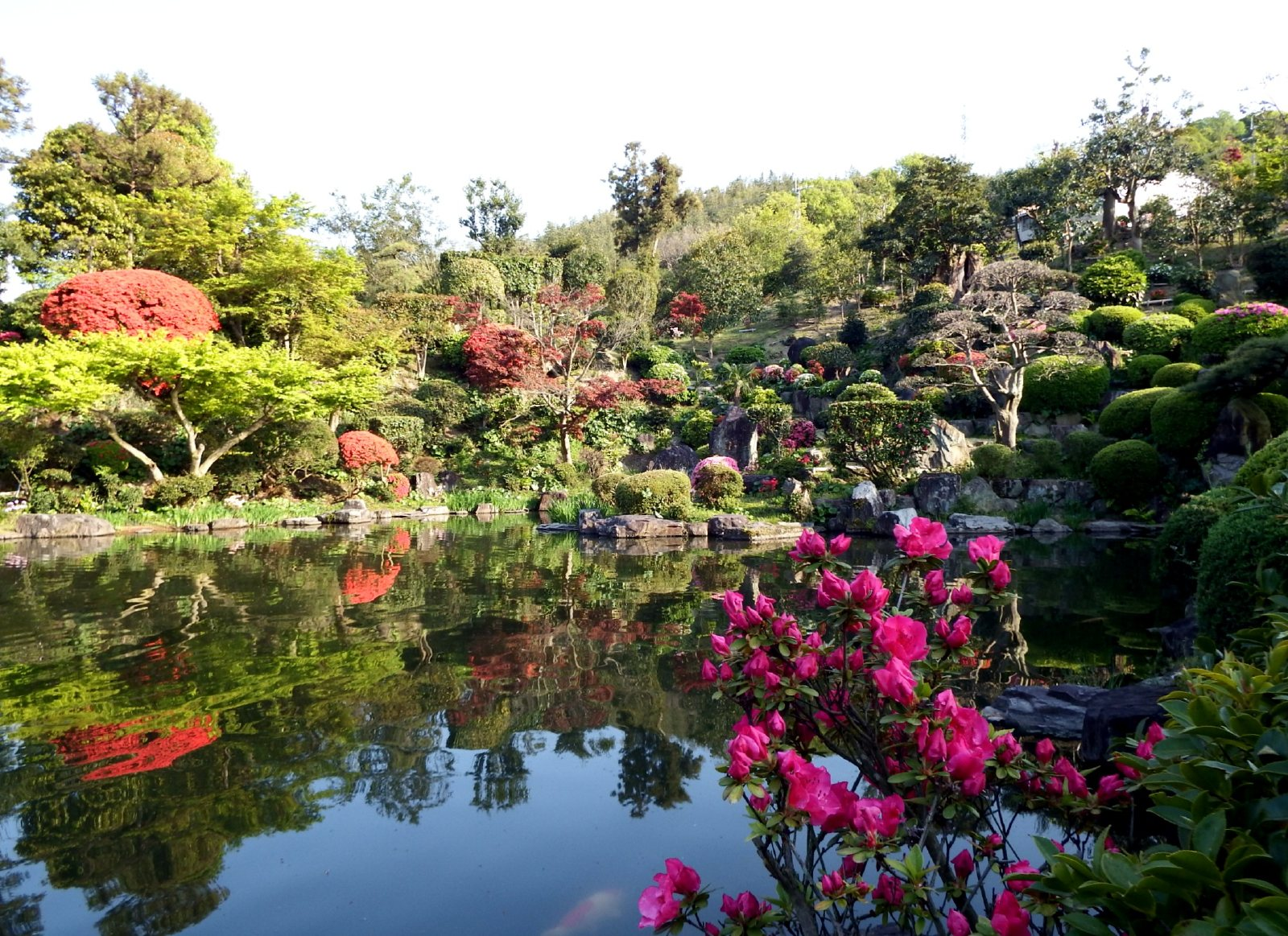
庭園

## 文化財
県指定有形文化財
- 木造阿弥陀如来坐像(本尊)：檜材寄木造り、玉眼入りで右足を上に結跏趺坐し来迎印を結んだ阿弥陀如来像。温雅な定朝様の像で小像であるが正統的な寄木の技法を示し、中央作で台座、光背は鎌倉時代末期の作である[4]。昭和47年5月23日指定[5]。
- 絹本著色釈迦三尊二声聞図：鎌倉時代後期の作で、宋様式が十分に取り入れられた優作である。普賢と文殊の両菩薩を従えた釈迦如来の説法を聞く二声聞と、さらに上方に二仏が侍立している画像である[4]。香川県立ミュージアム寄託。昭和47年5月23日指定[6]。

## 交通アクセス
鉄道
- 四国旅客鉄道（JR四国） 予讃線 – 宇多津駅 (1.5 km)

道路
- 一般道：香川県道33号高松善通寺線 宇夫階神社 (0.5 km)
- 自動車道：高松自動車道・瀬戸中央自動車道 坂出IC (2.5 km)

## 前後の札所
四国八十八箇所
77 道隆寺 --(7.2 km)-- 78 郷照寺 --(5.9 km)-- 79 天皇寺（高照院）

## 周辺

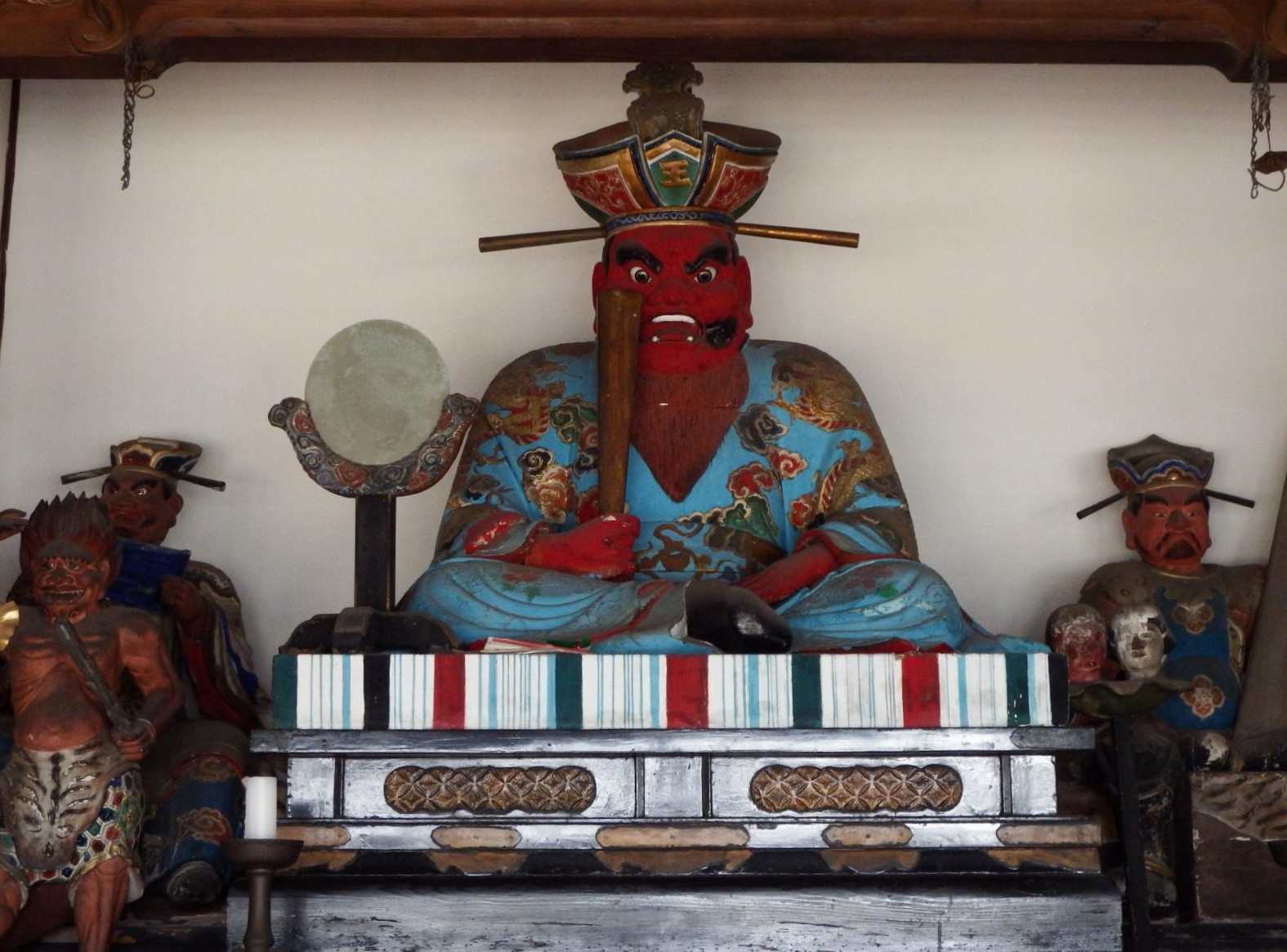
浄泉寺の閻魔堂

- 浄泉寺の閻魔堂：日本一大きい[7]閻魔大王像をおさめたお堂が郷照寺への進入口にある。